# Marco Sanudo (władca Gridii)
Marco Sanudo (zm. XIV w.) – wenecki władca Gridii na wyspie Andros. 

## Życiorys
Był synem Marco II Sanudo, władcy Księstwa Naksos w latach 1262-1303. Jego bratem był Guglielmo I Sanudo. Jego synem i następcą jako władca Griddi był Guglielmazzo Sanudo. 